# Banshee (videogioco)
Banshee è un videogioco a sparatutto a scorrimento per Amiga 1200 shoot'em up, per uno o due giocatori sviluppato da Core Design nel 1994. Disponibile solo per Amiga 1200 fu poi fatto un porting per Amiga CD32.

## Storia
Pianeta Terra in una dimensione parallela, anno 1999. Le televisioni sono ancora in bianco e nero, e i forni a microonde non sono stati ancora inventati. L'umanità vive in pace e tranquillità fino a quando l'impero Styx, una razza aliena, comandata da Blardax Maldrear, decide di invadere la Terra e soggiogare l'intera umanità. Un solo uomo può contrastare l'avanzata del malvagio impero alieno, Sven Svardensvart. Egli vuol vendicare l'assassinio del padre, il quale non cedette agli Styx il progetto della sua invenzione, il forno a microonde e venne ucciso da Blardax.
Sven costruì un potente aereo da caccia pesantemente armato e lo chiamò Banshee (palesemente simile all'aereo reale Douglas SBD Dauntless), con questa potente arma era pronto a sconfiggere l'armata nemica.

## Modalità di gioco
Il gioco è un classico sparatutto verticale, l'azione si svolge su Quattro livelli. La grafica è molto curata e l'azione è incessante. Nel gioco si possono ottenere vari power-up bombe e vite extra. Inoltre, nelle situazioni difficili si possono fare manovre evasive ovvero la classica rotazione a 360° Loop in stile 1942. Nell'ultimo livello l'aereo viene convertito in astronave spaziale.